# Laser à excimère

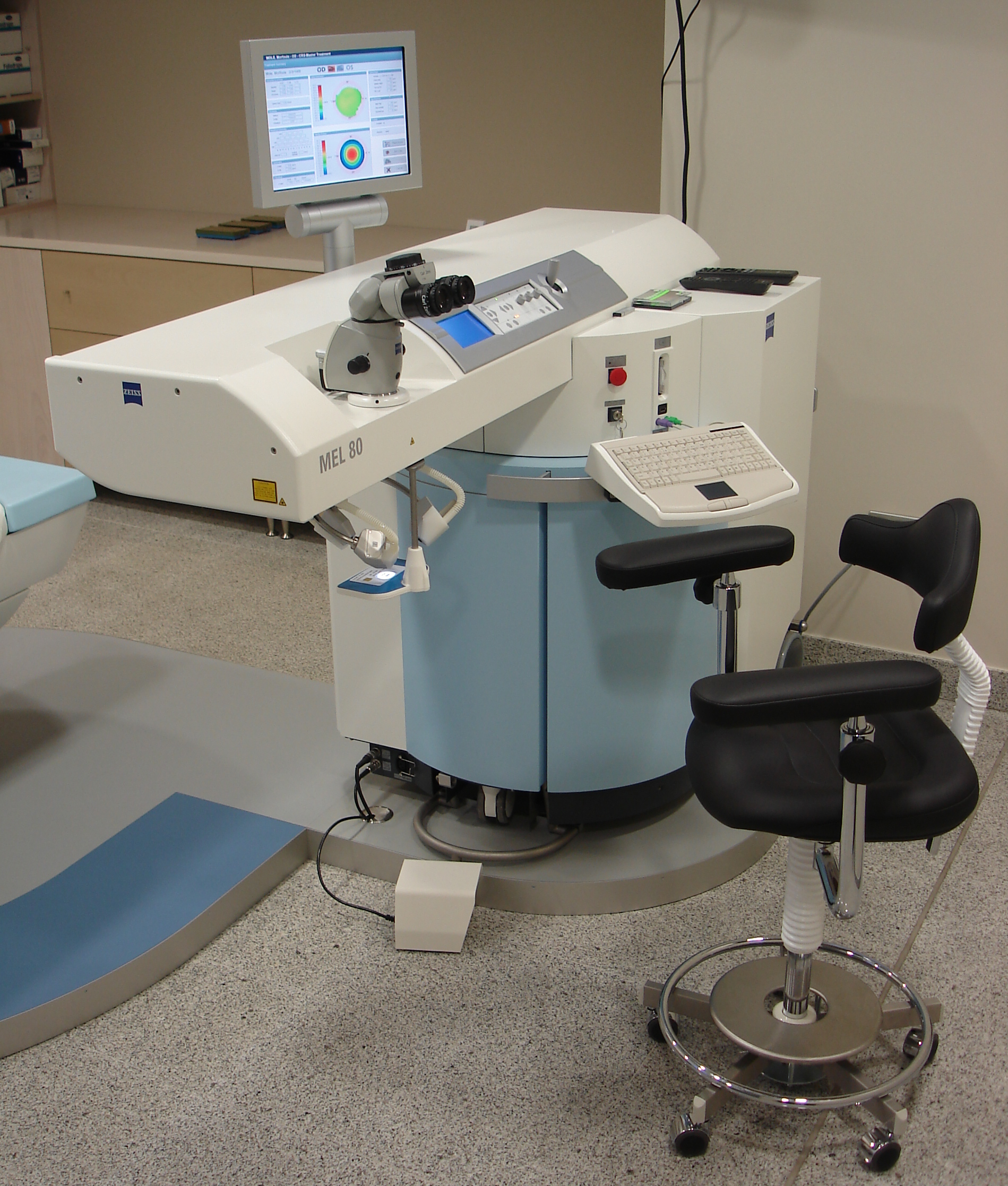
Laser à excimère ophtalmique pour la chirurgie réfractive.

Un laser à excimère, parfois appelé (et de façon souvent plus appropriée) laser à exciplexe, est un type de laser ultraviolet couramment utilisé en chirurgie oculaire et en photolithographie dans l'industrie des semiconducteurs.
Un excimère est un dimère qui n'est stable qu'à l'état excité et se dissocie à l'état fondamental, tandis qu'un exciplexe est un complexe qui n'est stable qu'à l'état excité et se dissocie à l'état fondamental ; un excimère est donc un cas particulier d'exciplexe. La dissociation de l'état fondamental l'empêche d'absorber les photons émis par l'état excité. Donc les photons sont plus facilement multipliés, ce qui donne des lasers efficaces.
Dans le cas des lasers, on utilise un gaz rare parfois mélangé avec un halogène, typiquement l'argon, le krypton ou le xénon éventuellement mélangé avec du fluor ou du chlore, voire du brome. Sous l'effet d'une stimulation électrique se forme par exemple un excimère tel que [[dimère d'argon|Ar2]]* ou Kr2*, ou un exciplexe tel que ArF*, XeCl* ou KrF*, qui retombe à son état fondamental en émettant un rayonnement laser de longueur d'onde déterminée, dans le proche ultraviolet avec les exciplexes mais dans l'ultraviolet plus lointain avec les excimères, la longueur d'onde étant d'autant plus courte que le gaz rare est léger et l'halogène, lourd :
| Excimère                 | Longueur d'onde |
| ------------------------ | --------------- |
| [[dimère d'argon\|Ar2]]* | 126 nm          |
| Kr2*                     | 146 nm          |
| Xe2*                     | 172 nm 175 nm   |
| Exciplexe                |                 |
| NeF*                     | 108 nm          |
| ArF*                     | 193 nm          |
| KrF*                     | 248 nm          |
| XeF*                     | 351 nm          |
| KrCl*                    | 222 nm          |
| ArCl* XeCl*              | 308 nm          |
| XeBr*                    | 282 nm          |
Les lasers à excimère fonctionnent généralement à 100 Hz avec une impulsion d'environ 10 ns, mais certains atteignent 8 kHz et 200 ns.
La lumière UV des lasers à excimère est bien absorbée par les tissus et les composés organiques. Plutôt que brûler ou inciser les matériaux, les lasers à excimère procèdent par rupture des liaisons moléculaires en surface des matériaux conduisant à l'ablation de matière plutôt qu'à la brûlure ou la fusion. Ces lasers permettent donc d'enlever de fines couches de matière en surface de façon très contrôlée sans altération excessive du reste du matériau. C'est ce qui rend les faisceaux de ces lasers si performants dans les domaines de la micromécanique et de l'industrie des semi-conducteurs, ainsi qu'en chirurgie oculaire LASIK.
Le laser à fluorure de krypton est le plus courant des lasers à excimère, fonctionnant en l'occurrence avec l'exciplexe KrF*. En chirurgie ophtalmique, le rayonnement excimère autorisé est induit par l'exciplexe ArF* et possède une longueur d'onde de 193 nm.